# Kurusch
Kurusch (russisch Куру́ш; lesgisch Къуруш) ist ein Dorf (Aul, offiziell Selo) in Dagestan (Russland). Es wird von Lesgiern bewohnt und hat 826 Einwohner (Stand 14. Oktober 2010).
Kurusch gilt als höchstgelegenes Dorf des Kaukasus, zugleich auch der Russischen Föderation und Europas, wenn, gemäß einer verbreiteten geographischen Definition, der Kaukasushauptkamm als Grenze zwischen Europa und Asien angesehen wird. Es liegt auf einer Höhe von 2560 Metern über dem Meeresspiegel. Kurusch ist zudem der südlichste besiedelte Ort Russlands.
Die Einwohner von Kurusch leben von Viehzucht und dem Anbau von Getreide (Gerste).

## Geschichte

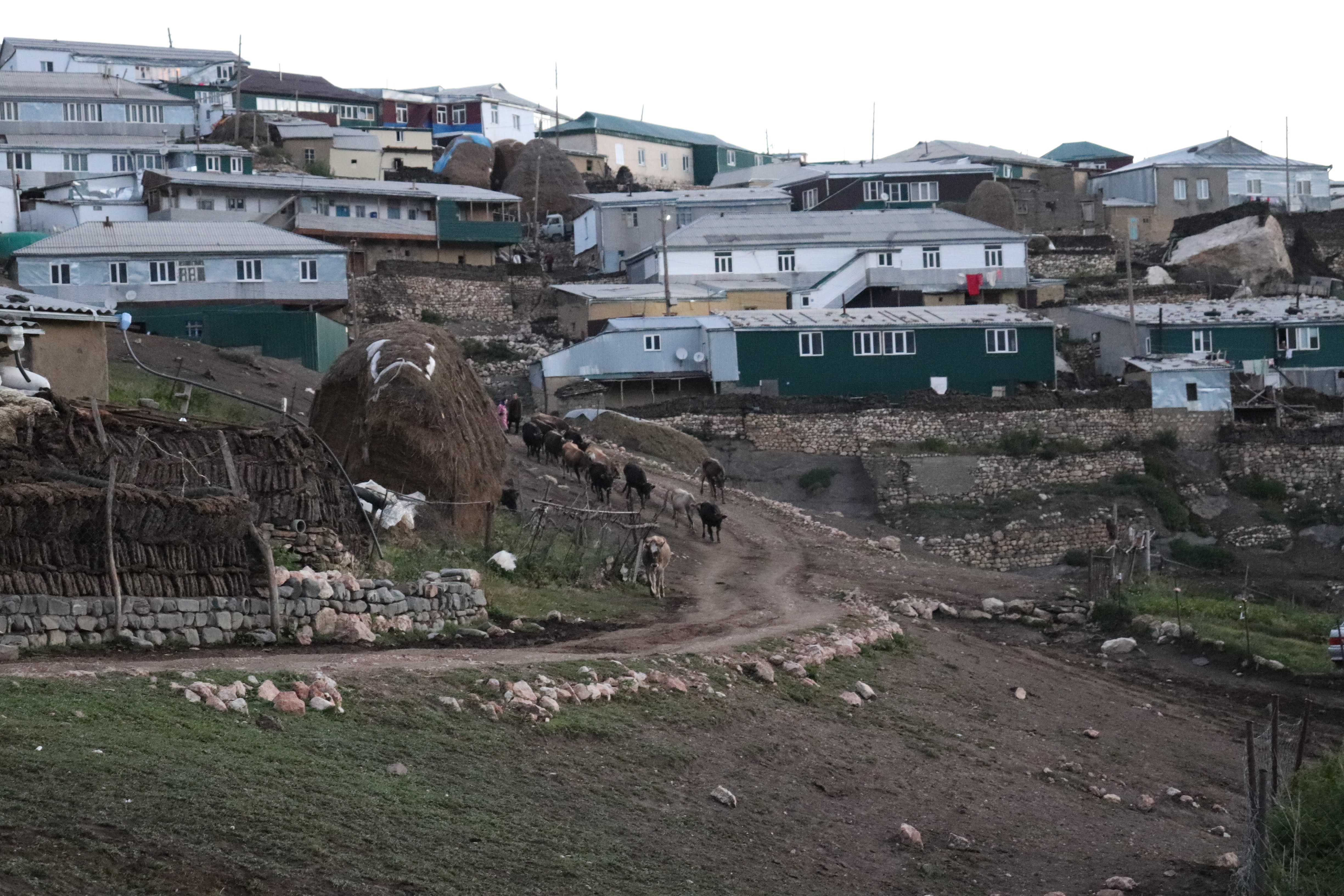

1952 wurden die Bewohner des Ortes in das Flachland im Norden Dagestans umgesiedelt, weil Gebiete im Süden Dagestans an die damalige Aserbaidschanische SSR abgegeben und mit Aserbaidschanern besiedelt werden sollten. Im Rajon Chassawjurt, etwa 20 km nordöstlich der Stadt Chassawjurt, entstand daher ein ebenfalls Kurusch genanntes Dorf (zur Unterscheidung inoffiziell auch „Neu-Kurusch“, russisch Новый Куруш/Nowy Kurusch, lesgisch ЦӀийи Къуруш).
Das alte Kurusch erhielt den offiziellen Namen Kaler. Später kehrte ein Teil der umgesiedelten Bewohner zurück, und um 1990 wurde der alte Ortsname wiederhergestellt.

## Alpinismus
Kurusch ist ein wichtiges Zentrum des Tourismus und Alpinismus in Dagestan; an den steilen Wänden der Berge Bazardüzü (4466 m) und Jerydag (3925 m) an der Grenze zu Aserbaidschan finden dagestanische, russische und internationale Kletterwettkämpfe statt.
Der nahe gelegene Schalbusdag, ein nordwestlich des Ortes gelegener Viertausender mit einer Höhe von 4150 m, ist ein bedeutender muslimischer Pilgerort. Die Besteigung des Schalbusdag gilt unter den Muslimen Dagestans als „kleiner Haddsch“, vergleichbar dem Haddsch nach Mekka.